# 马丁·施勒特勒
马丁·施勒特勒（德語：Martin Schröttle，1901年9月1日—1972年2月17日），德国男子冰球运动员。他曾代表德国参加1928年和1932年冬季奥林匹克运动会冰球比赛，其中1932年冬季奥运会获得一枚铜牌。